# 伊万·叶夫列莫夫
伊万·叶夫列莫夫（1986年3月9日—）是一名乌兹别克斯坦举重运动员，身高1.70米。2010年，在广州亚运会中以400千克夺得男子105公斤级举重亚军。他也参加了2012年伦敦奥运会和2016年里约奥运会。